# كليمنت كومر كلاي
كليمنت كومر كلاي (بالإنجليزية: Clement Comer Clay)‏ (و. 1789 – 1866 م) هو سياسي، وقاض، ومحام من الولايات المتحدة الأمريكية ولد في مقاطعة هاليفاكس.
تولى منصب عضو مجلس الشيوخ الأمريكي (1837-06-19–1841-11-15)، وقائمة حكام ولاية ألاباما (1835-11-21–1837-07-17) .

## التعليم
تعلم في جامعة تينيسي.